# Hlajenje
Hlajénje je odvajanje toplote. Hlajenje je lahko naraven proces, če je telo v okolju z nižjo temperaturo (tudi: ohlájanje). Pojav prehajanja toplote se imenuje prenos toplote. Prenos toplote je posledica različnih delnih pojavov: prevajanja toplote, konvekcije, sevanja in/ali izhlapevanja. 
V tehniških in bioloških sistemih je zadostno hlajenje - odvajanje odvečne toplote - bistveno za delovanje sistema. Pogosto je treba za zagotovitev zadostnega hlajenja predvideti hladilni podsistem. Nekatere živali so na primer opremljene s povečano površino za hlajenje in prilagojenim obtokom krvi (glej obtočilni sistem). Pogosti način za pospeševanje hlajenja je potenje.
Naravno hlajenje je možno le, že je temperatura okolice nižja od temperature telesa. Pri hlajenju s hlapenjem mora biti vsaj rosišče okoliškega zraka nižje od temperature telesa, ki naj bi se hladilo.
Zlasti veliko odvečne toplote (»odpadna toplota«) je treba odvajati iz postrojev, ki pretvarjajo energijo goriv v delo oziroma električno energijo, na primer iz termoelektrarn ali motorjev.
Za hlajenje pod temperaturo okolice je potreben toplotni stroj, ki črpa toploto iz telesa z nižjo temperaturo v okolico z višjo temperaturo (glej: toplotna črpalka). Za črpanje toplote je v tem primeru potrebna pomožna energija, kot na primer pri gospodinjskem hladilniku ali klimatski napravi.